# 伊賀市立柘植小学校
伊賀市立柘植小学校（いがしりつ つげしょうがっこう）は、三重県伊賀市柘植町2343にある市立の小学校。2015年（平成27年）5月1日現在、児童は8学級123人、教員は15人である。
小学校段階から職場体験を取り入れるなど、三重県内では先進的なキャリア教育を行っている。

## 特徴的な学校行事
- 人間関係づくりの一環として、児童が漫才やコントを披露する「T-1グランプリ」という学校行事を毎年2回開催している[3]。
- 1936年（昭和11年）から松尾芭蕉を顕彰し、児童が詠んだ俳句の優秀作を選んだり、芭蕉に関する劇を披露するなどの「芭蕉祭」を開催している[4]。

## 沿革
- 1873年（明治6年）6月 - 上柘植小学校として開校（当時の学区は旧東柘植村一円、この当時の校舎は民家を借用したもの）。
- 1876年（明治9年）6月 - 中柘植・上村地区の学校を分離する。
- 1885年（明治18年） - 校舎を新築する。
- 1892年（明治25年）6月 - 東柘植尋常小学校に改称。
- 1898年（明治31年）4月 - 東柘植尋常高等小学校に改称。
- 1910年（明治43年）4月 - 校章を制定し、現在地に新校舎が落成する。
- 1924年（大正13年）10月 - 創立記念日を制定する。
- 1941年（昭和16年）3月 - 東柘植国民学校に改称。
- 1942年（昭和17年） - 柘植町立国民学校に改称（※柘植町が誕生したため）。
- 1947年（昭和22年） - 柘植町立柘植小学校に改称（学制改革による）。
- 1955年（昭和30年） - 幼稚園を併設し、同年に校歌を制定する。
- 1959年（昭和34年） - 伊賀町立柘植小学校に改称（※町村合併により、伊賀町が誕生したため）。
- 1960年（昭和35年） - 完全給食を導入する[注 1]。
- 1973年（昭和48年）7月 - プールが竣工する。
- 1979年（昭和54年）2月 - 校舎を改築し、体育館を新築する。
- 1991年（平成3年）6月 - プールを全面改修する。
- 2001年（平成13年） - 南校舎と北校舎の一部を改修する。
- 2004年（平成16年）11月 - 市町村合併により、現在の校名に改称。

## 校区
2016年（平成28年）4月現在。
- 上村
- 小杉
- 柘植町
- 中柘植
- 野村
- 一ツ家